# 福樂
有限会社福樂（ふーが）は、主にCM・映画・テレビ番組・PVなどの美術を行う日本の美術制作会社。また、総合美術としての業務や撮影用小道具のレンタル業も行う。
ヌーヴェルヴァーグ、ハタアートなどと共に、美術制作事業会社の一つである。韓国支社・オフィスハラ ソウルがある。
1994年10月17日、有限会社オフィスハラとして設立。2016年7月1日、有限会社福樂へ商号変更した。

## 主な事業
- CM・映画・プロモーション・スチール・テレビドラマなどの美術制作
- 撮影用小道具・幕のレンタル
- デザイン業務・大型印刷・カッティングシート製作など

## 会社の概要

### 所在地
ATELIER
 日本 〒213-0032 神奈川県川崎市高津区久地2-14-20

### 役員
- 代表取締役社長：福田のり
- 統括本部長：山本志恵

## 主な関連作品

### 映画
- Is-A （イズ・エー、2003年公開）
- 恋愛寫眞 （2003年公開）
- 海猿 ウミザル （2004年公開）
- NIN×NIN 忍者ハットリくん THE MOVIE （2004年公開）
- 下弦の月〜ラスト・クォーター （2004年公開）
- 魁!! クロマティ高校THE★MOVIE （2005年公開）
- サマータイムマシン・ブルース （2005年公開）
- ライフ・オン・ザ・ロングボード （2005年公開）
- 心中エレジー （2005年公開）
- サイレン 〜FORBIDDEN SIREN〜 （2006年公開）
- UDON （2006年公開）
- グミ・チョコレート・パイン （2007年公開）
- 自虐の詩 （2007年公開）
- あしたの私のつくり方 （2007年公開）
- スキヤキ・ウエスタン ジャンゴ （2007年公開）
- それでもボクはやってない （2007年公開）
- 国際ハンカチイフ （2007年公開）
- 銀色のシーズン （2008年公開）
- 少林少女 （2008年公開）
- 銀幕版 スシ王子! 〜ニューヨークへ行く〜 （2008年公開）
- 劇場版サンシャイン デイズ （2008年公開）
- 赤んぼ少女 （2008年公開）
- 20世紀少年（2008年公開）
- まぼろしの邪馬台国 （2008年公開）
- 東京残酷警察 （2008年公開）
- Happyダーツ （2008年公開）
- 激情版 エリートヤンキー三郎（2009年公開）
- 吸血少女VSフランケン少女（2009年公開）
- 悪夢のエレベーター（2009年公開）
- 戦慄迷宮3D THE SHOCK LABYRINTH（2009年公開）
- あばしり一家 THE MOVIE（2009年公開あばしり一家公式ウェブサイト）
- 天使の恋（2009年公開）
- 板尾創路の脱獄王（2010年公開）
- 星砂の島のちいさな天使（2010年公開）
- BECK（2010年公開）
- さらば愛しの大統領（2010年公開）
- 2012年公開
- BADBOYS
- 漫才ギャング
- ほしのふるまち
- うさぎドロップ
- 電人ザボーガ
- HELLDRIVER
- 極道兵器
- men's egg Drummers
- はやぶさ／ HAYABUSA
- 寄性獣医・鈴音GENESIS×EVOLUTION
- 七つまでは神のうち
- 2012年公開
- 月光ノ仮面
- 荒川アンダーザブリッジ
- ZOMBIEASS
- カラスの親指
- エイトレンジャー
- ああ、閣議
- 魔境温泉
- 2013年公開
- つやのよる/監督：行定 勲
- 桜、ふたたびの加奈子/監督：栗村 実
- デッド寿司/監督：井口 昇
- めめめのくらげ/監督：村上 隆
- アブダクティ/監督：山口 雄大
- くちづけ/堤 幸彦
- 2014年公開
- サンブンノイチ/監督：品川 ヒロシ
- オー！ファーザー/監督：藤井 道人
- L♥DK/監督：川村 泰祐
- 円卓/監督：行定 勲
- 物置のピアノ/監督：似内 千晶
- 風俗行ったら人生変わったwww/監督：飯塚 健
- ジャッジ！/監督：永井 聡
- 醒めながら見る夢/監督：辻 仁成
- ぶどうのなみだ/監督：三島 有紀子
- 最後の命/監督：松本 准平
- エイトレンジャー2/監督：堤 幸彦
- クローバー/監督：古澤 健
- 海月姫/監督：川村 泰祐
- 2015年公開
- イニシエーション・ラブ/監督：堤 幸彦
- 脳内ポイズンベリー/監督：佐藤 祐市
- 繕い裁つ人/監督：三島 有紀子
- 天空の蜂/監督：堤 幸彦
- ガールズ・ステップ/監督：川村 泰祐
- ポプラの秋/監督：大森 研一

### CM
- NTTドコモ お財布ケータイ&スイカ篇
- EPSON 2006年春キャンペーン
- ヘーベルハウス 緑のそよ風篇
- ロート製薬 もぎたて果実篇
- 伊藤電気 100周年CM 2008年度第29回福井広告賞・広告最優秀賞受賞（伊藤電気スペシャルサイト）
- テレビ埼玉 環境キャンペーンCM「川の思い出」篇 平成21年日本民間放送連盟賞 CM部門 優秀賞 受賞(テレビ埼玉サイト）
- テレビ埼玉　「チャンネルはそのまま」篇 2009 49th ACC CM FESTIVAL ACCブロンズ賞、ジャーナリスト賞 受賞、「第13回アジア太平洋広告祭（アドフェスト2010）」フィルム部門 金賞 受賞(テレビ埼玉サイト）

### PV
- EVOLUTION (EXILE)
- COLORS （宇多田ヒカル）
- 恋 （GLAY）
- BUT （倖田來未）
- 見えない星 （中島美嘉）
- My Life （JUJU）
- 人 （GReeeeN）
- ひまわり（遊助）
- I WILL（AZU）
- ラブラボ（kra）
- 恋の予感から（レミオロメン）
- Is（大塚愛）
- don't cry anymore（miwa）
- chAngE（miwa）
- メンドクサイ愛情（大島麻衣）
- ハートの爆弾（JURIAN BEAT CRISIS）
- オトシモノ（miwa）
- 星空計画（GIRL NEXT DOOR）
- 変わったかたちの石（KinKi Kids）

### テレビドラマ・番組
- NHK 天才てれびくんMAX  ミラクルシャッター
- MBS 古代少女ドグちゃん
- WOWOW  結党！老人党
- WOWOW SOIL ソイル
- MBS 古代少女隊ドグーンⅤ
- NHK  MooMoo Family SHOW
- BeeTV学校の怪談
- NHK 旦那様はFBI
- テレビ東京 殺しの女王蜂
- テレビ東京 俺のダンディズム
- WOWOW 平成猿蟹合戦図
- WOWOW 翳りゆく夏
- dTV 眠れぬ真珠

### ビデオ映画
- MURAMASA ムラマサ 一ノ章〜十二ノ章
- インキュベーター
- 柔術 JU-JITU (2010年)

### Web・携帯ドラマ
- 約束 （2006年、配信サイト）
- 女たちは二度遊ぶ （2010年、BeeTV）
- キミの記憶をボクにください～ピグマリオンの恋～、2010大韓民国コンテンツアワード　大統領賞 受賞、デジタルコンテンツ部門　大賞受賞（2010年、BeeTV、配信サイト）
- パーティーは終わった （2011年、BeeTV）
- はらぺこヤマガミくん （2011年、秋Web配信）
- L et M わたしがあなたを愛する理由、その他の物語 （2012年、BeeTV）

### スチール撮影
- 宇多田ヒカル CDジャケット
- 中里あや 写真集